# Si isti et istae, cur non ego?
Si isti et istae, cur non ego? é uma locução latina que significa: Se estes homens e mulheres (foram capazes de tanto), porque não eu?.
Costuma ser citada para afirmar a possibilidade de que todos podem fazer grandes coisas, a partir do fato de que outros foram capazes de fazê-las.
É atribuída a Santo Agostinho nas Confissões, onde na realidade encontramos a seguinte afirmação, em Latim:

«Tu non poteris, quod isti, quod istae? An vero isti et istae in se ipsis possunt ac non in Domino Deo suo?»

Numa versão em Língua Portuguesa, encontra-se:

«Não poderás tu fazer o mesmo que fizeram estes e aquelas? Foi porventura pela própria força que o fizeram, ou por virtude de seu Deus e Senhor?»

A frase contextualizada no famoso livro de Santo Agostinho, onde este descreve o seu processo de conversão ao cristianismo, insere-se em um capítulo onde o autor intitulou e trata da "Árdua Caminhada na Senda da Virtude¨. Que se inicia com as seguintes palavras:

«Assim eu sofria e me atormentava, acusando-me muito mais severamente que de costume. E, ao mesmo tempo, me debatia nas cadeias ainda não completamente rompidas e que, embora por um fio, ainda me prendiam. E tu, Senhor, não me davas trégua no íntimo do coração»